# 黎溪镇 (英德市)
黎溪镇是是中华人民共和国广东省清远市英德市下辖的一个乡镇级行政单位。

## 行政区划
黎溪镇下辖以下地区：
黎溪社区、新村、大坪村、黎明村、恒昌村、松柏村、黎新村、大埔村、黎洞村、铁溪村、大湖村和湖溪村。